# Ibrahim Effendi
Ibrahim Effendi – turecki dyplomata będący rezydentem  Wysokiej Porty przy hetmanie Józefie Potockim w latach 1737-1738. 
Ibrahim Effendi przybył do Polski w związku z toczącą się pomiędzy Turcją i Rosją wojną. Opozycyjnie nastawiony wobec króla Augusta III hetman Potocki tolerował działania tureckiego wysłannika prowadzącego antyrosyjską propagandę, nie informując początkowo w ogóle dworu o pobycie dyplomaty. Jednocześnie przy jego pomocy starał się nawiązać bliższe stosunki z tureckim rządem. 